# بوژیدار سنچار
بوژیدار سنچار (کرواتی: Božidar Senčar; ۲۸ سپتامبر ۱۹۲۷ – ۲۷ ژوئن ۱۹۸۷) بازیکن فوتبال اهل یوگسلاوی بود.
از باشگاه‌هایی که در آن بازی کرده‌است می‌توان به باشگاه فوتبال دینامو زاگرب، باشگاه فوتبال ناک بردا، باشگاه فوتبال زاگرب، باشگاه فوتبال هایدوک اسپلیت، باشگاه فوتبال بایرن مونیخ، و باشگاه فوتبال پارتیزان اشاره کرد.
وی همچنین در تیم ملی فوتبال یوگسلاوی بازی کرده‌است.